# باد ندباخ
باد ندباخ (به آلمانی: Bad Endbach) یک منطقهٔ مسکونی در آلمان است که در ماربورگ-بیدنکپف واقع شده‌است. باد ندباخ ۸٬۵۸۱ نفر جمعیت دارد.